# Horné Pršany, Banská Bystrica
Horné Pršany este o comună slovacă, aflată în districtul Banská Bystrica din regiunea Banská Bystrica. Localitatea se află la altitudinea de 630 m deasupra n.m., se întinde pe o suprafață de 3,53 km2 și în 2017 număra 391 de locuitori.

## Istoric
Localitatea Horné Pršany este atestată documentar din 1407.

## Demografie
| An:                | 1994 | 2004   | 2014   | 2024   |
| ------------------ | ---- | ------ | ------ | ------ |
| Număr de persoane: | 346  | 375    | 383    | 386    |
| Diferență:         |      | +8,38% | +2,13% | +0,78% |

| An:                | 2023 | 2024   |
| ------------------ | ---- | ------ |
| Număr de persoane: | 384  | 386    |
| Diferență:         |      | +0,52% |